# Progressisme
El progressisme és una tendència política -no una ideologia definida- on es defensen idees considerades «avançades», sobretot aquelles orientades cap al desenvolupament de l'Estat del benestar, la defensa drets civils i certa redistribució de la riquesa. Aquesta corrent política aglutina una sèrie de doctrines filosòfiques, ètiques i econòmiques que persegueixen el progrés integral de l'individu en un ambient d'igualtat, llibertat i justicia, i es considera que reuneix les forces oposades al conservadorisme. En el progressisme com subespectre polític conflueixen diverses doctrines que provenen del liberalisme i el socialisme democràtic .
Els progressistes persegueixen la llibertat personal i la privilegien sobre la llibertat econòmica, per això fomenten reformes progressives socials, econòmiques, polítiques i institucionals amb les quals pretenen aprofundir en la llibertat de l'individu. Així mateix rebutgen la dicotomia  esquerra -  dreta per considerar-la desfasada. Els progressistes sostenen que la lluita entre les doctrines capitalistes i les socialistes no tenen sentit en el segle XXI després de la caiguda del mur de Berlín. De la mateixa manera certs progressistes argumenten que malgrat el fracàs del sistema socialista i mentre hi hagi desigualtat, les banderes de l'esquerra tindran vigència. El progressisme com a tendència política és pragmàtic i, per tant, no es troba en l'espectre tradicional esquerra-dreta, és per això que prefereixen l'ús del gràfic de Nolan com a nou espectre polític. No obstant això, al progressisme de vegades se'l sol emmarcar dins de l'espectre de les esquerres, tot i que alguns sectors de la mateixa esquerra busquen desmarcar-se del progressisme.
Encara que el terme té precedents de la Revolució francesa, el progressisme contemporani va néixer de les lluites pels drets civils i individuals que donaren vida a moviments socials com el feminisme, l'ecologisme, el laïcisme o la diversitat sexual, entre d'altres; i és fortament influenciat pel pragmatisme.

## Característiques
- Reformista: Busca canvis constants que impulsin el progrés indefinit en els temes social, econòmic i institucional.
- Pragmàtic: Planteja que el progrés s'aconsegueix implementant polítiques que d'acord amb els fets han demostrat que funcionen. Per tant, les seves mesures en els aspectes econòmic i social no estan subjectes a ideologies que propugnen la igualtat i la llibertat de manera separada.
- Individualista: No creu en la igualtat de condicions sinó en l'equitat, entesa com a igualtat d'oportunitats. Les seves polítiques socioeconòmiques estan dirigides a generar condicions de progrés assolibles. L'individu, en el seu ànim de progressar i explotar les seves oportunitats, és més productiu, i així li retorna a la nació les oportunitats que aquesta li brinda.
- Laïcista: Les doctrines religioses han d'ajudar en el desenvolupament personal de cada individu, i de cap manera poden ser un obstacle en el progrés integral.
- Plural: El progrés s'aconsegueix treballant amb tots els sectors interessats en el desenvolupament econòmic, social, polític i institucional, i impulsa el reconeixement dels drets individuals.
- Democràtic: Estimula la participació ciutadana, ja que, en el seu ànim de progressar, emprèn lluites per aconseguir reformes que reconeguin els drets individuals, i que es materialitzin en progrés social.
- Avantguardista: Trencar l'statu quo en els àmbits tan social com polític s'ha tornat una tendència dins els partits que propugnen el progressisme.